# Marie d'Écosse (1082-1116)
Marie d'Écosse (1082–1116) est la fille du roi d'Écosse Malcolm III et de sa seconde épouse, Marguerite de Wessex. Elle est membre de la maison de Dunkeld par sa naissance et comtesse de Boulogne par son mariage.

## Famille
Marie est la plus jeune des huit enfants de Malcolm III et de Marguerite. Elle a six frères dont trois (Edgar, Alexandre Ier et David Ier) sont rois d'Écosse. Son unique sœur, Mathilde, devient en 1100 la première épouse du roi Henri Ier d'Angleterre.
Marie est la tante maternelle de Mathilde l'Emperesse, qui revendique en vain le trône d'Angleterre contre son cousin Étienne de Blois. Étienne est par ailleurs l'époux de Mathilde de Boulogne, la fille de Marie. 

## Enfance
En 1086, Marie et sa sœur Mathilde sont envoyées par leurs parents à Romsey dans une abbaye dirigée par la sœur de leur mère, Christine. Elles y reçoivent une partie de leur éducation. Quelque temps avant 1093, elles se rendent à l'abbaye de Wilton, qui a la réputation d'être un lieu d'apprentissage, pour achever leur éducation. L'un des habitants est la poétesse Muriel, célèbre dans toute l'Europe. 
Durant cette période, Mathilde reçoit des propositions de mariage qu'elle refuse. Elle quitte finalement l'abbaye en 1100 pour épouser le roi Henri Ier d'Angleterre. Le mariage semble au départ compromis car, élevées dans une abbaye, Mathilde et Marie sont toutes deux considérées comme des religieuses. Henri obtient cependant la permission d'épouser Mathilde.

## Mariage
Marie quitte elle-même l'abbaye en 1096.
L'ouvrage : véritables histoires des ducs de Normandie p. 111 déclare : "Guillaume de Mortain, fils de Robert, avait pris la succession des domaines de Normandie, à la mort de son père Robert en 1090. Il fonda l’abbaye Blanche en 1104. Guillaume s’était marié à Marie d’Écosse sœur de la reine Mathilde souhaite que Marie puisse également se marier". 
Henri lui fait donc épouser Eustache III de Boulogne, le fils de Eustache II de Boulogne et de sa femme, Ide de Boulogne. De cette union, qui dure vingt ans, ne naît qu'un enfant :
- Mathilde de Boulogne (1105–1152), devient comtesse de Boulogne à la suite de son père. Épouse d'Étienne de Blois, elle devient reine consort d'Angleterre. Elle est notamment la mère d'Eustache IV de Boulogne, de Guillaume de Boulogne et de Marie de Boulogne.

Marie meurt en 1116, neuf ans avant son mari, qui meurt l'année du mariage entre Mathilde de Boulogne et Étienne de Blois.

## Postérité
Les filles de Marie et de Mathilde d'Écosse, toutes deux prénommées Mathilde, se sont affrontées pour la couronne d'Angleterre. Mathilde l'Emperesse, fille de Mathilde d'Écosse, fait capturer Étienne de Blois, roi d'Angleterre. Mathilde de Boulogne, la fille de Marie, lève alors une armée contre sa cousine et obtient la libération de son mari, de nouveau proclamé roi d'Angleterre. 
À sa mort, Étienne est cependant contraint de transmettre la couronne anglaise à Henri, le fils de Mathilde l'Emperesse.